# Torrubia del Castillo
Torrubia del Castillo é um município da Espanha na província de Cuenca, comunidade autónoma de Castilla-La Mancha, de área 17,18 km² com população de 40 habitantes (2007) e densidade populacional de 2,19 hab/km².

## Demografia
| Variação demográfica do município entre 1991 e 2004 | Variação demográfica do município entre 1991 e 2004 | Variação demográfica do município entre 1991 e 2004 | Variação demográfica do município entre 1991 e 2004 |
| --------------------------------------------------- | --------------------------------------------------- | --------------------------------------------------- | --------------------------------------------------- |
| 1991                                                | 1996                                                | 2001                                                | 2004                                                |
| 53                                                  | 46                                                  | 37                                                  | 38                                                  |